# Bakkies Botha
John Philip «Bakkies» Botha (Newcastle, 22 de septiembre de 1979) es un jugador sudafricano de rugby que se desempeñaba como segunda línea.

## Selección nacional
Fue convocado a los Springboks por primera vez en noviembre de 2002 para enfrentar a Les Bleus y jugó su último partido en noviembre de 2014 contra el XV de la Rosa. En total jugó 85 partidos y marcó 35 puntos producto de siete tries.

### Participaciones en Copas del Mundo
Botha disputó tres mundiales, una marca espléndida para cualquier rugbista. Rudolf Straeuli lo convocó a su primera en Australia 2003, donde fue titular con Victor Matfield.
Jake White lo llevó a Francia 2007 y lo formó nuevamente con Matfield en todos los partidos. Allí Sudáfrica resultó campeón del Mundo por segunda vez en su historia.
Finalmente el primer entrenador negro de los Springboks, Peter de Villiers, lo llevó a Nueva Zelanda 2011. Esta vez fue suplente de Danie Rossouw y terminó siendo su último mundial.
| Mundial                       | Sede          | Resultado        | PJ | Tries |
| ----------------------------- | ------------- | ---------------- | -- | ----- |
| Copa Mundial de Rugby de 2003 | Australia     | Cuartos de final | 3  | 0     |
| Copa Mundial de Rugby de 2007 | Francia       | Campeón          | 7  | 0     |
| Copa Mundial de Rugby de 2011 | Nueva Zelanda | Cuartos de final | 2  | 0     |

## Palmarés
- Campeón de The Rugby Championship de 2004 y 2009.
- Campeón del Super Rugby de 2007, 2009 y 2010.
- Campeón de la Copa de Campeones de 2012–13, 2013–14 y 2014–15.
- Campeón del Top 14 de 2013–14.
- Seleccionado para  jugar con los Barbarians